# Watermolen Ten Berg

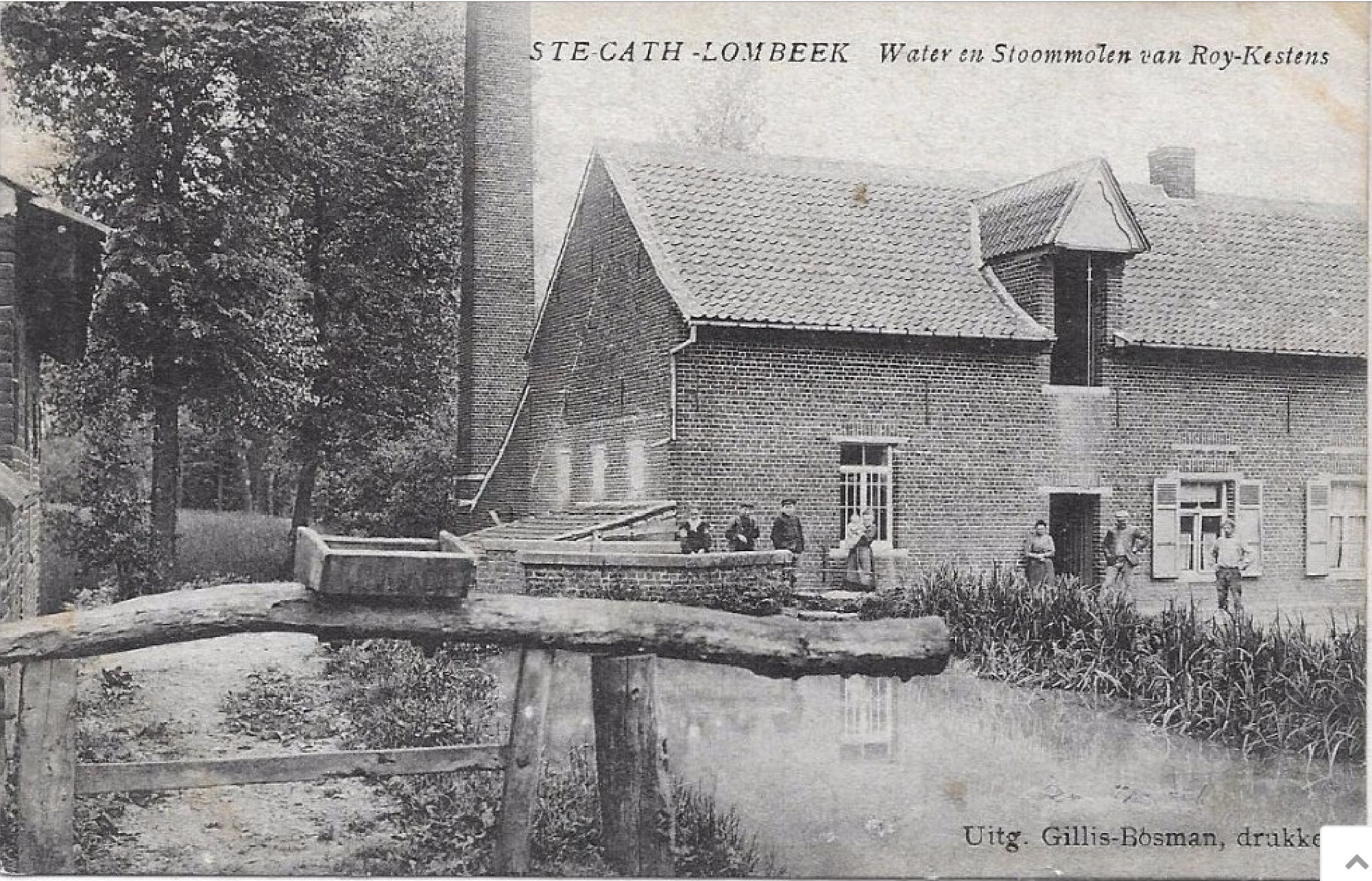

De watermolen Ten Berg (ook: Molen aan de Ploter genoemd) aan de Katharinastraat 68 in de Ternatse deelgemeente Sint-Katherina-Lombeek is een molen die een rijke geschiedenis heeft. Hij bestaat al eeuwen lang. Vandaag heeft hij zijn watermolennrichting grotendeels verloren, maar hij behoudt nog erfgoedwaarde. Hij ligt langs de Molenbeek.

## Geschiedenis
De oudste vermelding van de molen is een akte van 14 april 1461, maar zijn ontstaan moet van nog vroeger zijn.Vele van de molemaars zijn nog gekend uit oude geschriften. Zo bijv. het molenaarsgeslacht Vandermijnsbrugge en het molenaarsgeslacht Van Roy. Die oude akten leren ook dat er een verband bestond tussen deze watermolen en de aangrenzende (weiden van)  hoeve Hof ten Berge aan de Vianestraat. 
De laatste molenaar was Jozef-Lodewijk De Ridder die er werkte toen  Maria Celestina Van Roy (en haar echtgenoot onderwijzer Felix Monsieur) de molen toegewezen hadden gekregen. Na haar overlijden in 1972 werden de goederen in 1974 verkocht aan en Brusselse handelaar. De molen zelf werd diezelfde dag nog doorverkocht aan Marc E.Ruffo de Bonneval uit Wezembeek-Oppem. In 1983 werden de goederen aangekocht door Immo Stalpaert uit Kortrijk, die ze twee jaar later verkocht aan Remi Peeters. Het geheel werd toen omschreven als een woonhuis.

## De watermolen als cultureel erfgoed
De site van de watermolen valt net buiten de perimeter van de hoeve Hof ten berg die behoort tot het vastgesteld bouwkundig erfgoed. De molen is ook niet opgenomen in de inventaris van het cultuurbezit die in 1975 voor Vlaams-Brabant werd opgemaakt. Maar als restant van een lange molengeschiedenis in Sint-Katherina-Lombeek heeft hij toch nog enige erfgoedwaarde.